# Tömörbulag járás
Tömörbulag járás (mongol nyelven: Төмөрбулаг сум) Mongólia Hövszgöl tartományának egyik járása. Területe 2400 km². Népessége kb. 4800 fő.
Székhelye Dzsargalant (Жаргалант), mely 75 km-re fekszik Mörön tartományi székhelytől.